# منارات (كتاب)
منارات مجموعة أعمال شعرية للشاعر سان جون بيرس الخائز على جائزة نوبل في الأدب، نُشر لأول مرة عام 1957 عن دار غاليمار للنشر. يُعدّ هذا النص، بحسب العديد من النقاد، ذروة الإنجاز الشعري للشاعر، كما أنه أطول دواوينه على الإطلاق. يتمحور حول العنصر البحري، وهو موضوع متكرر في أعمال سان جون بيرس، ويجمع بين النزعة الغنائية والنَفَس الملحمي والتأمل في الزمن والذاكرة والمنفى. وغالبًا ما يُنظر إلى هذا العمل باعتباره خلاصة شعرية لمسيرته الشخصية والأدبية..

## كتابة الديوان
بدأ سان جون بيرس في كتابة القصائد الأولى من ديوان منارات حوالي عام 1948. عمل على هذا الديوان مدة تقارب عشر سنوات قبل أن يُصدر نسخته النهائية عن دار غاليمار. وخلال هذه السنوات، نُشرت أجزاء من الديوان في مجلة المراجعة الفرنسية الجديدة بإشراف جان بولان:
- 1948: صدور كتاب «على خلجان الرخام الأسود».
- يناير 1953: صدور الأناشيد السبعة الأولى من «الستروف».
- فبراير 1953: صدور الأناشيد التي ستصبح «الكورال».
- يوليو 1956: صدور كتاب «السُّفُن ضيقة».

## هيكل المجموعة
- ترنيمة

1. «وأنتم، أيّها البحار، الذين تقرؤون في أحلام أوسع.»
2. «سأجعلكم تبكون. إنها نعمة كثيرة جداً بيننا.»
3. «شعر يرافق سير عرض تقديراً للبحر.»
4. «وهكذا، يا بحر، وأنت محمودة، ستكونين متوجة بمدحٍ لا يؤذي.»
5. «كان قد مر وقت طويل وأنا أشتهي هذا القصيد.»
6. «وكان البحر هو الذي جاء إلينا على درجات الحجر في الدراما.»

- مقطع
- ب. «من سيد الكواكب والملاحة.»
- ج. «قد أتت التراجيديات.»
- د. «والنبلاء أيضاً على الشرفات.»
- هـ. «اللغة التي كانت للشاعرة.»
- و. «وتلك الفتاة بين الكهنة.»
- ز. «مساءٌ مُكرم بيد إلهية.»
- ح. «أيها الغريب، الذي ترفرف شراعته.
- ط. «السفن ضيقة.»
- الجوقة.

## تحليل المجموعة

### تعدد معاني العنوان
عنوان هذه القصيدة يشكل لغزًا صغيرًا في حد ذاته، حيث تتسم تعددية المعاني فيه، التي تعتبر سمة نموذجية في أعمال الشاعر، بالتعقيد الكبير. في الواقع، لا يتكوّن العنوان من الاسم البسيط للعنصر الذي تتركز عليه القصيدة، على عكس قصائد أخرى تعتمد هذا النموذج مثل أمطار، ثلوج، رياح.
قدم النقاد تفسيرات مختلفة للعنوان  . بدايةً، تشير كلمة "منارات" إلى العلامات الملاحية القريبة من السواحل التي تدل على اليابسة وتساعد السفن على الدخول إلى الموانئ. وبذلك، يصبح "منارات" بمثابة معلم ملاحي في البحر، مع إمكانية ظهور تفسيرات نفسية أو فلسفية للكلمة.
يمكن أن يشير العنوان أيضًا بالفرنسية (Amers) إلى مرارة طعم ماء البحر، أو إلى مقطع البداية من كلمة "أمريكا" حيث كُتبت القصيدة، كما يمكن أن يكون إهداءً إلى البحار.
الأهم من ذلك هو ملاحظة أن الشاعر يرفض التسمية المباشرة، مفضلاً استخدام مصطلح ذي حدود متحركة وغامضة تثير الدهشة والتأمل.

### محاولة الترشيح
في الواقع، يمكن النظر إلى قصيدة أَمِر على أنها محاولة لتسمية البحر، أي النجاح في تكثيف جوهره العميق في كلمات. يُلاحظ الشاعر، في مواضع متعددة، أن البحر لم يُمنح اسمه "الحقيقي". ومن ثم، فإن الفعل الشعري هو وسيلة لبلوغ هذه التسمية. تتحدث ميشيل أكْيَان في كتابها الوجود والاسم عن أمر باعتباره التفافًا لغويًا طويلًا حول تسمية البحر، وتقول: 
"هكذا تعمل القصيدة بأكملها كالتفاف حول الاسم، وحين تنتهي، يبدو كما لو أن الاسم قد قيل أخيرًا". 
البحر له أهمية كبرى بالنسبة للإنسان كما للشاعر. فسان جون بيرس، الذي نشأ في جزر الأنتيل وتعلم الإبحار في سن مبكرة، كان يعتبر أن ما يجري في عروقه هو ماء البحر. . كما أن كلمة "البحر" تُعدّ الاسم العام الأكثر تكرارًا في شعر سان جون بيرس. وبحسب إحصاءات فان روتن عام 1975، وردت هذه الكلمة 541 مرة في أعماله  علاوة على ذلك، فإن البحر في المخيلة الشعرية لدى سان جون بيرس يرتبط ارتباطًا وثيقًا بالشعر: "البحر نصّية". فحركة الكتابة لديه هي أمواج، مدّ، جزر، فراغات... إن البحر يمثل، في نظره، جوهر الشعر ذاته.

## البنية العامة
تتزايد أطوال الأجزاء الثلاثة الأولى تدريجيًا، على عكس الجزء الأخير الذي يأتي قصيرًا جدًا. ويبدو أن أمر يتشكّل وفق حركتين متكاملتين: حركة خطية وأخرى دائرية.
تُلاحظ الحركة الخطية العامة في هذا النص من خلال تتبّع تطوره الموضوعي؛ إذ يبدأ من المدن الساحلية ويتقدّم تدريجيًا نحو أعماق البحر.
أما عن الحركة الدائرية، فيمكن رصدها من خلال صدى البداية والنهاية؛ فالقصيدة تُفتتح وتُختتم بكلمة "البحر"، كما تشير إلى الساعة نفسها، "منتصف النهار"، في مستهلها: "رماح منتصف النهار"، وفي ختامها: "منتصف النهار، وسباعه، ومجاعاته".
وهكذا، يُطرح تساؤل: هل تصف القصيدة دورانًا كاملاً للشمس حول الأرض؟ أم أنها، على العكس، تتمركز حول لحظة واحدة، ممتدة إلى ما لا نهاية؟

## الحصيلة
تشكل قصيدة أمر ذروة أعمال سان جون بيرس واكتمال مشروعه الشعري.
من خلال انسجامه مع الحركة البحرية، وترجمته للإيقاع والتموّج عبر إيقاعه الشعري، يُعبّر النص عن البحر ويصبح لغته في آنٍ واحد. إنه يوظف الإيقاع والصوت، والدقة والغموض، من خلال تركيب نحوي فخم.
رغم انغماسه الكامل في الواقع، واستناده إلى مبدأ الحلول، إلا أنه يفتح أفقًا نحو تجاوز ميتافيزيقي.

وقد كتب الشاعر في هذا السياق:
إنها كمال الإنسان ذاته، الإنسان في كل الأزمنة، جسديًا وروحيًا، تحت نداء القوة وذوقه في الإلهي، هو ما رغبت في أن أقيمه على العتبة الأكثر عريًا، في مواجهة الليل البهيّ لمصيره الجاري.
روبير ساباتييه يخلص إلى القول: "لقد أصبح الشاعر هو قصيدته." 

## في الموسيقى
أطلقت المؤلفة الموسيقية كايا ساريالو على عمل من تأليفها عنوان أمر، وهو عمل مخصص للتشيلو المنفرد، مع فرقة موسيقية وإلكترونيات (1992)، في إشارة صريحة إلى ديوان سان جون بيرس. 
ومن خلال استلهامها لاستعارة بيرس، يصبح عازف التشيلو في هذا العمل كأنه "يُبحر بين الفرقة الموسيقية والإلكترونيات، كما البحّار في بحرٍ من الأصوات". 
وتجدر الإشارة إلى أن ساريالو، التي كانت على دراية عميقة بأعمال بيرس، استندت أيضًا إلى ديوان طيور في أعمالها المخصصة للفلوت، مثل اقتضاب الجناح وجناح الحلم، واللذين استمدّا عنوانيهما من الديوان نفسه.